# Hooman Tavakolian
Pour les articles homonymes, voir Tavakolian.
Hooman Tavakolian (persan : هومن توکلیان, né le 17 septembre 1976 à Téhéran) est membre de l'union irano-américaine Fédération internationale des luttes associées, membre de la commission « Peace and Sport » (FILA), entraîneur de lutte sportive et ex-lutteur new yorkais.

## Biographie
Hooman Tavakolian était chef de l'équipe nationale de lutte des États-Unis à la coupe du monde de lutte libre de Kérmanchah,,.
Il était l'interface officielle entre la fédération de lutte des États-Unis et la fédération de lutte de la République islamique d'Iran. Il a fait beaucoup d'efforts diplomatiques pour créer la paix et ses efforts ont abouti à l'obtention du visa par les lutteurs en vue de se préparer à la coupe du monde de lutte libre de Kérmanchah.
Grâce à ses mesures diplomatiques, il a été nommé pour le prix Nobel de «La paix sportive du monde » en 2017.